# Kantō Railway
Kantō Railway (関東鉄道, Kantō Tetsudō) è una compagnia ferroviaria privata che gestisce due linee nella prefettura di Ibaraki in Giappone.
L'azienda è una filiale della Keisei Electric Railway e di altre società. Inoltre, l'azienda ha un dipartimento di autobus nella prefettura di Ibaraki e nella prefettura di Chiba in Giappone.

## Storia
Questa compagnia fu fondata col nome di Joso Railway nel 1913. Nel 1945, la Joso Railway fu fusa nella Joso-Tsukuba Railway con la Tsukuba Railway. La Joso-Tsukuba Railway fu divisa nella Kantō Railway nel 1965, che si fuse con la ferrovia Ryugasaki.
Intorno al 1980, la Tsukuba Railway (che sarebbe stata sospesa) e la Kashima Railway (che sarebbe stata sostituita dalla società affiliata Keisei Kashitetsu Bus) furono separate dalla Kantō Railway . La funivia del Monte Tsukuba sono state trasferite alla ferrovia elettrica Keisei.
La Kanto Railway detiene una partecipazione dello 0,01% nella Metropolitan Intercity Railway Company dal 2001.

## Linee ferroviarie
- Linea Jōsō (常総線?):	Toride - Shimodate (51,1 km, 25 stazioni)
- Linea Ryūgasaki (竜ヶ崎線?): Sanuki - Ryūgasaki (4,5 km,3 stazioni)

## Materiale rotabile

### Linea Jōsō
- Serie Kiha 0 (per doppio binario)
- Serie Kiha 310 (per doppio binario)
- Serie Kiha 2100 (per doppio binario)
- Serie Kiha 2200 (per linea singola)
- Serie Kiha 2300 (per doppio binario)
- Serie Kiha 2400 (per linea singola)
- Serie Kiha 5000 (per linea singola)
- Serie Kiha 5010 (per filo singolo)
- Serie Kiha 5020
- Serie DD502

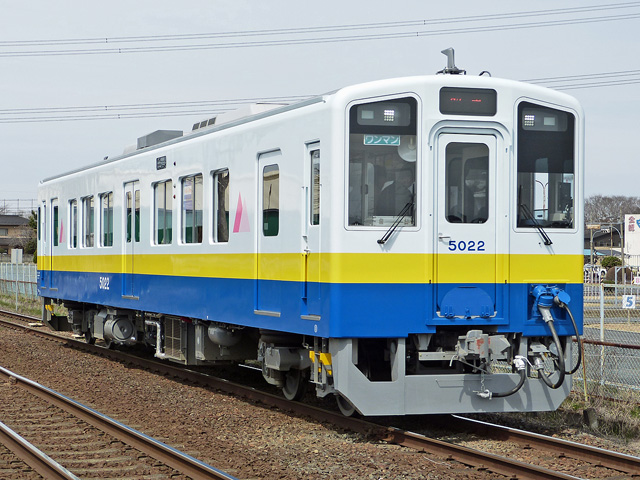
Serie 5020
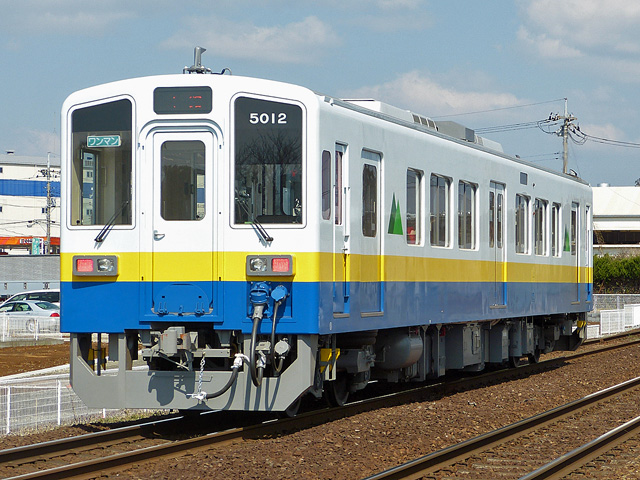
Serie 5010
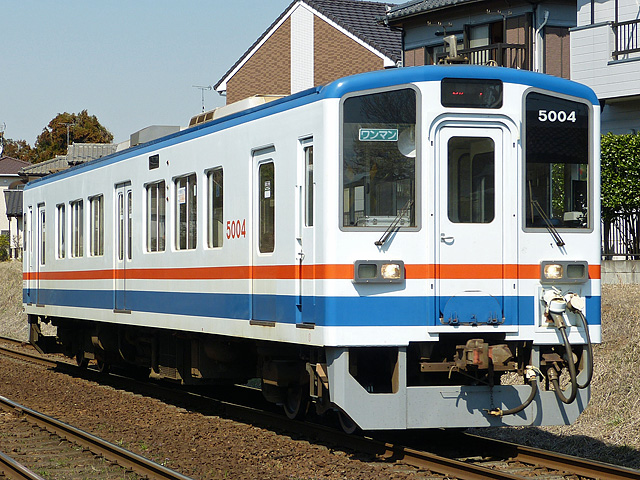
Serie 5000
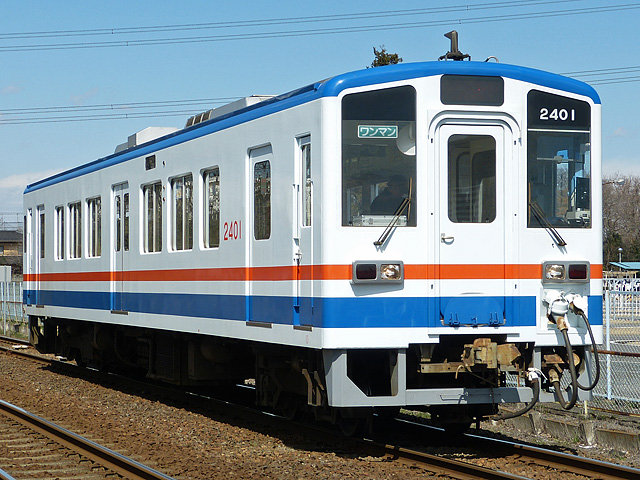
Serie 2400
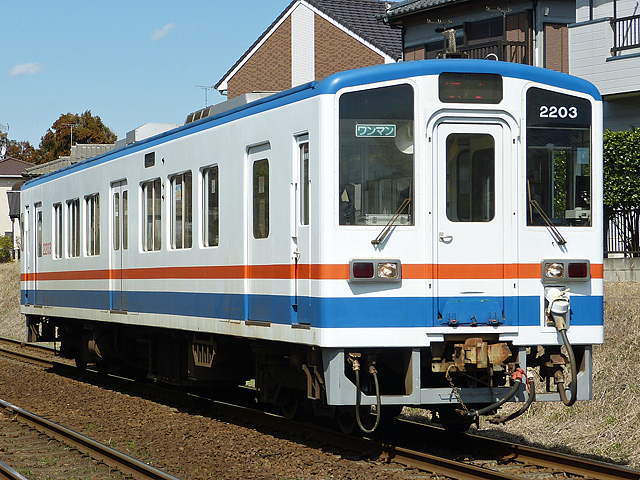
Serie 2200
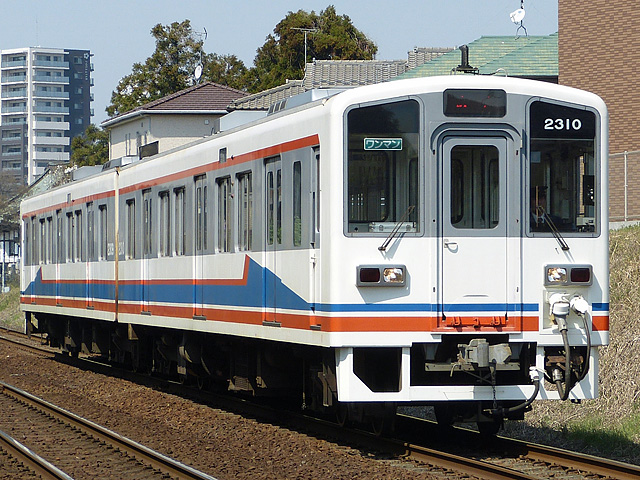
Serie 2300
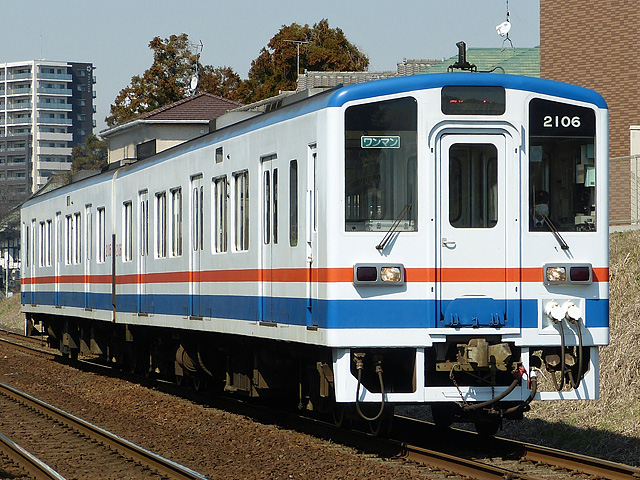
Serie 2100
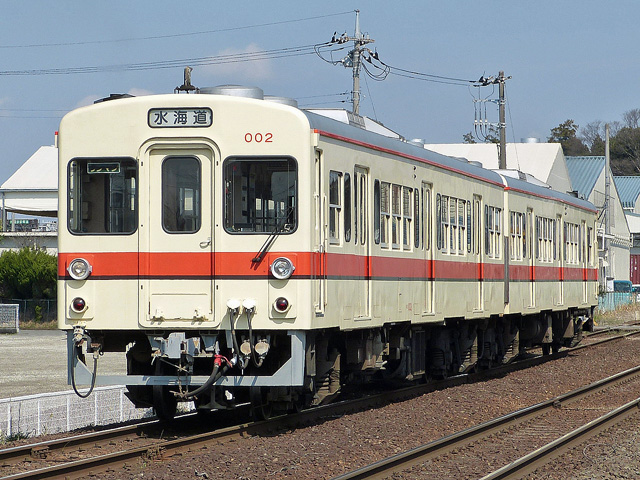
Serie 0
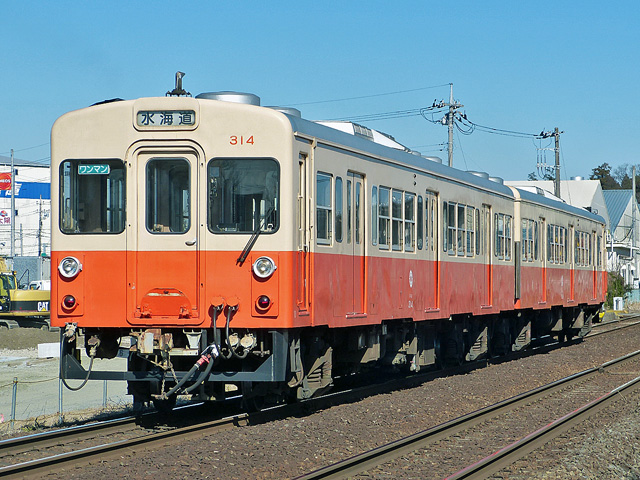
Serie 310
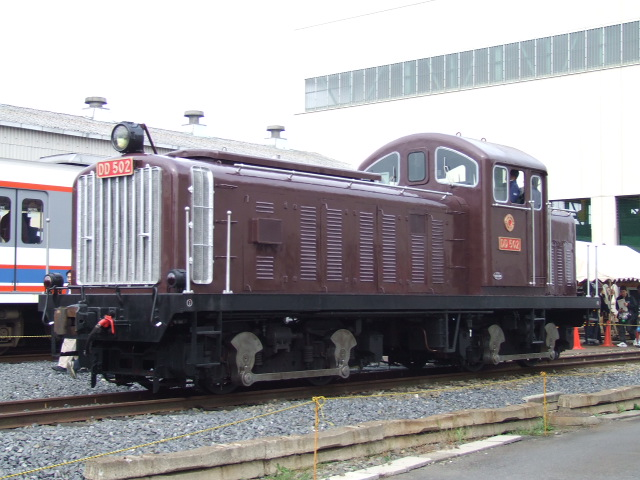
Serie DD502

### Linea Ryūgasaki
- Serie Kiha 532
- Serie Kiha 2000

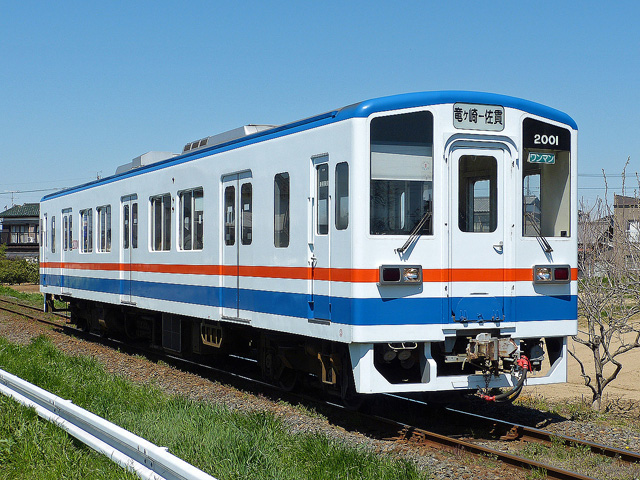
Serie 2000
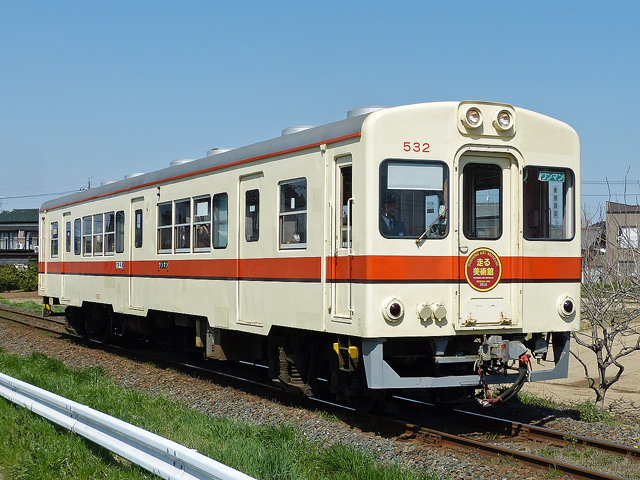
Serie 532

## Autobus
- Ferrovia del Kanto
- Autobus verde Kantetsu
- Autobus viola Kantetsu
- Autobus Kantetsu Kankō